# Liste der Orte im Landkreis Heidenheim
Die Liste der Orte im Landkreis Heidenheim listet die geographisch getrennten Orte (Ortsteile, Stadtteile, Dörfer, Weiler, Höfe, (Einzel-)Häuser) im Landkreis Heidenheim auf.

## Systematische Liste
Alphabet der Städte und Gemeinden mit den zugehörigen Orten.
| - Dischingen mit den Gemeindeteilen Ballmertshofen, Demmingen, Dischingen, Dunstelkingen, Eglingen, Frickingen und Trugenhofen. - Zu Ballmertshofen das Dorf Ballmertshofen und der Wohnplatz Rappenmühle. - Zu Demmingen das Dorf Demmingen, der Weiler Wagenhofen und Schloss und Gehöft Duttenstein. - Zu Dischingen das Dorf Dischingen, der Weiler Schrezheim, das Gehöft Hochstatter Hof und der Wohnplatz Guldesmühle. - Zu Dunstelkingen das Dorf Dunstelkingen, der Weiler Hofen und das Gehöft Prinzenmühle (Buchbergmühle). - Zu Eglingen das Dorf Eglingen, der Weiler Osterhofen, das Gehöft Baumgries und die Wohnplätze Kruggen und Sturmmühle. - Zu Frickingen das Dorf Frickingen und die Weiler Iggenhausen und Katzenstein. - Zu Trugenhofen das Dorf Trugenhofen und Schloss und Weiler Taxis. - Gerstetten mit den Gemeindeteilen Dettingen am Albuch, Gerstetten, Gussenstadt, Heldenfingen und Heuchlingen. - Zu Dettingen am Albuch das Dorf Dettingen am Albuch, die Höfe Bindstein, Burgholzhöfe und Falkenstein und der Wohnplatz Ziegelei. - Zu Gerstetten das Dorf Gerstetten, die Weiler Heuchstetten, Heutenburg und Sontbergen und die Höfe Erpfenhauser Hof, Mäderhaus und Neuburghof. - Zu Gussenstadt das Dorf Gussenstadt. - Zu Heldenfingen das Dorf Heldenfingen und das Gehöft Rüblingerhof. - Zu Heuchlingen das Dorf Heuchlingen. - Giengen an der Brenz mit den Stadtteilen Burgberg, Giengen an der Brenz, Hohenmemmingen, Hürben und Sachsenhausen. - Zu Burgberg das Dorf Burgberg und Schloss und Gehöft Schloss Burgberg. - Zu Giengen an der Brenz die Stadt Giengen, das Gehöft Schratenhof und der Wohnplatz Christophruhe. - Zu Hohenmemmingen das Dorf Hohenmemmingen. - Zu Hürben das Dorf Hürben. - Zu Sachsenhausen das Dorf Sachsenhausen. - Heidenheim an der Brenz mit den Stadtteilen Großkuchen, Heidenheim an der Brenz und Oggenhausen. - Zu Großkuchen das Dorf Großkuchen und die Weiler Kleinkuchen, Nietheim und Rotensohl. - Zu Heidenheim an der Brenz die Stadt Heidenheim, die Stadtteile Aufhausen, Mergelstetten und Schnaitheim. - Zu Oggenhausen das Dorf Oggenhausen und das Gehöft Heuhof. | - Herbrechtingen mit den Stadtteilen Bissingen ob Lontal, Bolheim, Hausen ob Lontal und Herbrechtingen. - Zu Bissingen ob Lontal das Dorf Bissingen ob Lontal und der Wohnplatz St. Leonhard. - Zu Bolheim das Dorf Bolheim, die Weiler Anhausen und Ugenhof, Staatsdomäne und Gehöft Wangenhof, das Gehöft Buchhof und der Wohnplatz Riedmühle. - Zu Hausen ob Lontal das Dorf Hausen ob Lontal. - Zu Herbrechtingen das Dorf Herbrechtingen, die Weiler Bernau und Eselsburg, das Gehöft Neuasbach und die Wohnplätze Asbach und Ziegelei. - Hermaringen mit dem Dorf Hermaringen, dem Gemeindeteil Gerschweiler und dem Gehöft Allewind. - Königsbronn mit den Gemeindeteilen Itzelberg, Königsbronn, Ochsenberg und Zang. - Zu Itzelberg das Dorf Itzelberg. - Zu Königsbronn das Dorf Königsbronn, die Höfe Brenzelhof, Seegartenhof, Stürzelhof, Zahnberg und Ziegelhütte und der Wohnplatz Birkach. - Zu Ochsenberg das Dorf Ochsenberg. - Zu Zang das Dorf Zang. - Nattheim mit den Gemeindeteilen Auernheim, Fleinheim und Nattheim. - Zu Auernheim das Dorf Auernheim, der Weiler Steinweiler und das Gehöft Waldzierter Hof. - Zu Fleinheim das Dorf Fleinheim. - Zu Nattheim das Dorf Nattheim und das Gehöft Wahlberg. - Niederstotzingen mit den Stadtteilen Niederstotzingen, Oberstotzingen und Stetten ob Lontal. - Zu Niederstotzingen die Stadt Niederstotzingen. - Zu Oberstotzingen das Dorf Oberstotzingen. - Zu Stetten ob Lontal das Dorf Stetten ob Lontal und die Weiler Lontal (St. Ulrich) und Reuendorf. - Sontheim an der Brenz mit den Gemeindeteilen Bergenweiler, Brenz und Sontheim an der Brenz. - Zu Bergenweiler das Dorf Bergenweiler. - Zu Brenz das Dorf Brenz. - Zu Sontheim an der Brenz das Dorf Sontheim an der Brenz und die Höfe Heuhof und Schwarzenwang. - Steinheim am Albuch mit den Gemeindeteilen Söhnstetten und Steinheim am Albuch. - Zu Söhnstetten das Dorf Söhnstetten und der Weiler Dudelhof. - Zu Steinheim am Albuch das Dorf Steinheim am Albuch, die Weiler Gnannenweiler, Irmannsweiler, Klosterhof, Küpfendorf, Neuselhalden, Sontheim im Stubental und Untere Ziegelhütte, die Höfe Bibersohl, Mittlere Ziegelhütte und Sontheimer Wirtshäusle und der Wohnplatz Obere Ziegelhütte. |

## Alphabetische Liste
In Fettschrift erscheinen die Orte, die namengebend für die Gemeinde sind, in Kursivschrift Einzelhäuser, Häusergruppen, Burgen, Schlösser und Höfe. Zusätzliche bestehende kleine Orte nach der Quelle www.leo-bw.de werden dort in aller Regel nicht wie in der Listengrundlage nach Weiler/Siedlung/Wohnplatz usw. differenziert, sondern einheitlich als Wohnplatz klassifiziert, dieser Ortsteiltyp wird hier entsprechend kursiviert übernommen.
| - Allewind zu Hermaringen - Anhausen zu Herbrechtingen - Asbach zu Herbrechtingen - Auernheim zu Nattheim - Aufhausen zu Heidenheim an der Brenz - Ballmertshofen zu Dischingen - Baumgries zu Dischingen - Bergenweiler zu Sontheim an der Brenz - Bernau zu Herbrechtingen - Bibersohl zu Steinheim am Albuch - Bindstein zu Gerstetten - Birkach zu Königsbronn - Bissingen ob Lontal zu Herbrechtingen - Bolheim zu Herbrechtingen - Brenz zu Sontheim an der Brenz - Brenzelhof zu Königsbronn - Buchhof zu Herbrechtingen - Burgberg zu Giengen an der Brenz - Burgholzhöfe zu Gerstetten - Christophruhe zu Giengen an der Brenz - Demmingen zu Dischingen - Dettingen am Albuch zu Gerstetten - Dischingen - Dudelhof zu Steinheim am Albuch - Dunstelkingen zu Dischingen - Duttenstein zu Dischingen | - Eglingen zu Dischingen - Erpfenhauser Hof zu Gerstetten - Eselsburg zu Herbrechtingen - Falkenstein zu Gerstetten - Fleinheim zu Nattheim - Frickingen zu Dischingen - Gerschweiler zu Hermaringen - Gerstetten - Giengen zu Giengen an der Brenz - Gnannenweiler zu Steinheim am Albuch - Großkuchen zu Heidenheim an der Brenz - Guldesmühle zu Dischingen - Gussenstadt zu Gerstetten - Hausen ob Lontal zu Herbrechtingen - Heidenheim zu Heidenheim an der Brenz - Heldenfingen zu Gerstetten - Herbrechtingen - Hermaringen - Heuchlingen zu Gerstetten - Heuchstetten zu Gerstetten - Heuhof zu Heidenheim an der Brenz - Heuhof zu Sontheim an der Brenz - Heutenburg zu Gerstetten - Hochstatter Hof zu Dischingen - Hofen zu Dischingen - Hohenmemmingen zu Giengen an der Brenz - Hürben zu Giengen an der Brenz | - Iggenhausen zu Dischingen - Irmannsweiler zu Steinheim am Albuch - Itzelberg zu Königsbronn - Katzenstein zu Dischingen - Kleinkuchen zu Heidenheim an der Brenz - Klosterhof zu Steinheim am Albuch - Königsbronn - Kruggen zu Dischingen - Küpfendorf zu Steinheim am Albuch - Lontal (St. Ulrich) zu Niederstotzingen - Mäderhaus zu Gerstetten - Mergelstetten zu Heidenheim an der Brenz - Mittlere Ziegelhütte zu Steinheim am Albuch - Nattheim - Neuasbach zu Herbrechtingen - Neuburghof zu Gerstetten - Neuselhalden zu Steinheim am Albuch - Niederstotzingen - Nietheim zu Heidenheim an der Brenz - Obere Ziegelhütte zu Steinheim am Albuch - Oberstotzingen zu Niederstotzingen - Ochsenberg zu Königsbronn - Oggenhausen zu Heidenheim an der Brenz - Osterhofen zu Dischingen | - Prinzenmühle (Buchbergmühle) zu Dischingen - Rappenmühle zu Dischingen - Reuendorf zu Niederstotzingen - Riedmühle zu Herbrechtingen - Rotensohl zu Heidenheim an der Brenz - Rüblingerhof zu Gerstetten - Sachsenhausen zu Giengen an der Brenz - Schloss Burgberg zu Giengen an der Brenz - Schnaitheim zu Heidenheim an der Brenz - Schratenhof zu Giengen an der Brenz - Schrezheim zu Dischingen - Schwarzenwang zu Sontheim an der Brenz - Seegartenhof zu Königsbronn - Söhnstetten zu Steinheim am Albuch - Sontbergen zu Gerstetten - Sontheim an der Brenz - Sontheim im Stubental zu Steinheim am Albuch - Sontheimer Wirtshäusle zu Steinheim am Albuch - St. Leonhard zu Herbrechtingen - Steinheim am Albuch - Steinweiler zu Nattheim - Stetten ob Lontal zu Niederstotzingen - Sturmmühle zu Dischingen - Stürzelhof zu Königsbronn | - Taxis zu Dischingen - Trugenhofen zu Dischingen - Ugenhof zu Herbrechtingen - Untere Ziegelhütte zu Steinheim am Albuch - Wagenhofen zu Dischingen - Wahlberg zu Nattheim - Waldzierter Hof zu Nattheim - Wangenhof zu Herbrechtingen - Zahnberg zu Königsbronn - Zang zu Königsbronn - Ziegelei zu Gerstetten - Ziegelei zu Herbrechtingen - Ziegelhütte zu Königsbronn |